# Luci Juli Càlid
Luci Juli Càlid (Lucius Julius Calidus) fou un poeta romà, considerat per Corneli Nepot com el primer poeta del seu temps després de la mort de Valeri Catul i Lucreci (és a dir poc abans de l'era d'August).
Càlid tenia grans possessions a Àfrica i fou proscrit per Volumni, un dels agents de Marc Antoni, però el seu nom fou esborrat de les llistes per intercessió de Tit Pomponi Àtic.